# Бокша (Селаж)
Бокша (рум. Bocșa) — село у повіті Селаж в Румунії. Адміністративний центр комуни Бокша.
Село розташоване на відстані 402 км на північний захід від Бухареста, 16 км на північний захід від Залеу, 77 км на північний захід від Клуж-Напоки.

## Населення
За даними перепису населення 2002 року у селі проживали 1014 осіб.
Національний склад населення села:
| Національність | Кількість осіб | Відсоток |
| -------------- | -------------- | -------- |
| румуни         | 964            | 95,1%    |
| цигани         | 41             | 4,0%     |
| угорці         | 8              | 0,8%     |

Рідною мовою назвали:
| Мова      | Кількість осіб | Відсоток |
| --------- | -------------- | -------- |
| румунська | 1006           | 99,2%    |
| угорська  | 8              | 0,8%     |